# Dubrava Nova
Dubrava Nova (szerbül: Дубрава Нова), település Bosznia-Hercegovinában, a Bosanska Krajina keleti részén, Čelinac községben, a Szerb Köztársaságban. 

## Fekvése
A település Bosznia-Hercegovina északi részén, Banja Lukától légvonalban 29, közúton 40 km-re, községközpontjától légvonalban 19, közúton 27 km-re keletre, a Jošavától keletre fekvő dombvidéken, 250-420 méteres magasságban fekszik. 

## Népessége

### A település népessége
| Nemzetiségi csoport | Népesség 1991 | Népesség 2013 |
| ------------------- | ------------- | ------------- |
| Szerb               | 1             | 20            |
| Bosnyák             | 0             | 0             |
| Horvát              | 0             | 1             |
| Jugoszláv           | 12            | 0             |
| Egyéb               | 0             | 3             |
| Összesen            | 13            | 24            |

## Története
A térség 1878-ig tartozott az Oszmán Birodalomhoz, ekkor a berlini kongresszus határozata alapján az Osztrák-Magyar Monarchia része lett.  A monarchia szétesésével 1918-ban előbb a Szerb-Horvát-Szlovén Királyság, majd 1929-től a Jugoszláv Királyság része. Az 1929-es törvény értelmében, amikor Bosznia-Hercegovinát négy banovinára, Drinskára, Vrbaskára, Zetskára és Primorskára osztották, a település a Vrbaska banovina része lett, amelynek székhelye Banja Luka volt. Jugoszlávia megszállása után a Független Horvát Állam (NDH) része lett. A daytoni békeszerződést követő területfelosztásnál a település Čelinac község részeként a Szerb Köztársaság területéhez került.
A korábban Dubrava birtokként ismert terület Banja Luka külterületi része volt. 1953-ban Čelinac község megalakulásakor csatolták a községhez. Dubrava Nova egy néhány házból álló házcsoport volt az egykori birtok nyugati részén, míg a jóval nagyobb Dubrava Stara tőle 6 km-re délnyugatra, a Velika Ukrina bal partján a 20. század elején jött létre. Itt található a templom és az iskola is.